# Spararfjall
Spararfjall är en bergstopp i republiken Island. Den ligger i regionen Austurland, 400 km öster om huvudstaden Reykjavík. Toppen på Spararfjall är 715 meter över havet.
Närmaste större samhälle är Eskifjörður, omkring 17 kilometer nordväst om Spararfjall.